# 埼玉県道・東京都道179号所沢青梅線

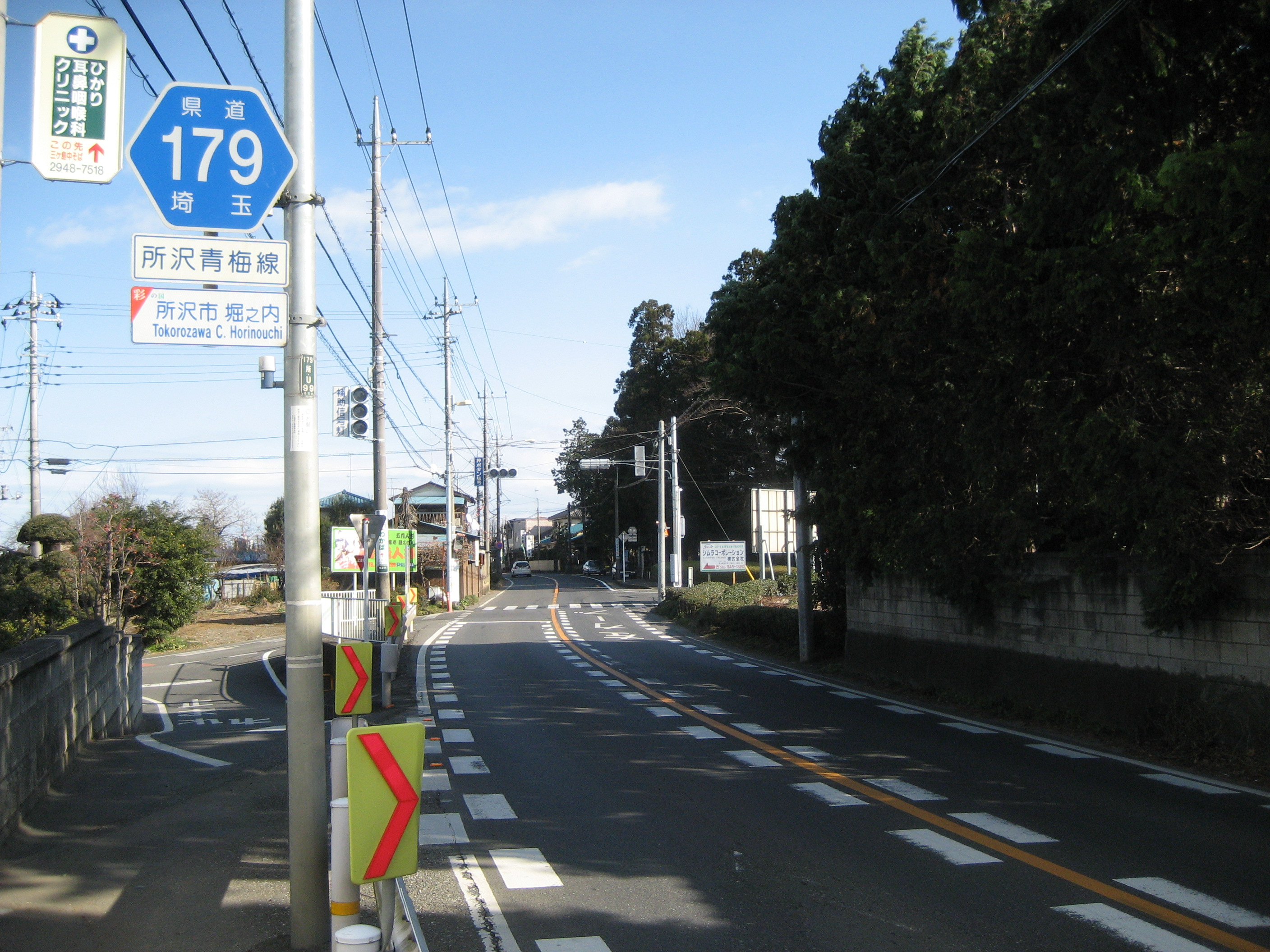
所沢市内

埼玉県道・東京都道179号所沢青梅線（さいたまけんどう・とうきょうとどう179ごうところざわおうめせん）は、埼玉県所沢市坂の下から東京都青梅市新町を結ぶ一般県道・都道である。かつてはこの道路の金山町交差点以東は主要地方道浦和所沢線として指定されていたため（現国道463号は元は当道路に対してバイパスとして開通した県道であり、全線開通後に国道に昇格した）、今でも幹線の至るところに当時使われていた浦和起点のキロポストが現存している。

## 概要
- 起点：埼玉県所沢市坂の下（国道463号交点付近）
- 終点：東京都青梅市新町（東京都道181号藤橋小作線）
- 区間延長：12.1 km

## 路線状況
2010年（平成22年）度の道路交通センサスにおける所沢青梅線の交通量について以下の通りになっている。
- 埼玉県内の各観測地点での交通データについて[1]、
  - 所沢市本郷1106（起点付近・市街より東所沢方）でのそれぞれの自動車類交通量のの合計では昼間12時間は11164台（平成17年（2005年）度では12337台）、24時間は15964台（平成17年度では15915台）である。
  - 所沢市糀谷1746番地先（市街より三ヶ島方）でのそれぞれの自動車類交通量の合計では昼間12時間は9968台（平成17年度は11170台）、24時間は14023台（平成17年度では14409台）である。

### 渋滞対策
- 2021年（令和3年）8月には、三ヶ島農協前交差点の拡幅事業が完了し、両方向の歩道の設置及び所沢市街地方面から狭山ヶ丘駅方面への右折レーンが設置が行われた。
- 2024年7月現在では狭山湖入口交差点において拡幅事業が行われている。当該交差点では、当県道と交差する所沢市道がクランク状になっていることに起因する交通渋滞が生じている。このため、所沢市と協同して線形改良・道路拡幅が行われる。物件調査が終わり次第用地取得及び着工される予定となっている。[2]

### 路線バス
- 西武バスの飯能営業所の一部のバス（小手02・03・06・07・08・09系統）が埼玉県内及び東京都内の179号線沿いを一部通過している[3]。
- また、所沢営業所の一部路線が、所沢市内の起点側（坂の下）から所沢陸橋北交差点までの一部または全区間を通る（所52・52-1・53-1・55・59、清66系統）[4]。

## 地理

### 通過する自治体
- 埼玉県
  - 所沢市
  - 入間市
- 東京都
  - 西多摩郡瑞穂町
  - 青梅市

### 交差する道路
| 接続する道路                                                     | 接続する道路                                 | 交差点名         | 所在地 | 所在地          |
| ---------------------------------------------------------------- | -------------------------------------------- | ---------------- | ------ | --------------- |
| 国道463号（浦和所沢バイパス）                                    | 国道463号（浦和所沢バイパス）                | 坂の下           | 埼玉県 | 所沢市          |
| E17 関越自動車道                                                 | E17 関越自動車道                             | ※非接続          | 埼玉県 | 所沢市          |
| 埼玉県道24号練馬所沢線 埼玉県道6号川越所沢線                     | 埼玉県道24号練馬所沢線 埼玉県道6号川越所沢線 | 東所沢和田二丁目 | 埼玉県 | 所沢市          |
|                                                                  | （小金井街道）                               | 愛宕山           | 埼玉県 | 所沢市          |
| （飛行機新道）                                                   | 埼玉県道337号久米所沢線                      | ファルマン通り   | 埼玉県 | 所沢市          |
|                                                                  | 埼玉県道6号川越所沢線                        | 元町             | 埼玉県 | 所沢市          |
| 埼玉県道4号東京所沢線（行政道路） 埼玉県道55号所沢武蔵村山立川線 | 国道463号（行政道路）                        | 金山町           | 埼玉県 | 所沢市          |
| 埼玉県道4号東京所沢線（バイパス・飯能所沢線）                    | 国道463号（所沢入間バイパス）                | 大六天           | 埼玉県 | 所沢市          |
|                                                                  | 埼玉県道223号狭山ヶ丘停車場線                | 三ヶ島農協前     | 埼玉県 | 所沢市          |
| 国道16号                                                         | 国道16号                                     | 二本木           | 東京都 | 西多摩郡 瑞穂町 |
| 東京都道219号狭山下宮寺線                                        | 東京都道219号狭山下宮寺線                    | 瑞穂二本木       | 東京都 | 西多摩郡 瑞穂町 |
|                                                                  | 東京都道218号二本木飯能線                    | 栗原新田         | 東京都 | 西多摩郡 瑞穂町 |
| 東京都道44号瑞穂富岡線（岩蔵街道）                               | 東京都道44号瑞穂富岡線（岩蔵街道）           | 物見塚           | 東京都 | 青梅市          |
| 東京都道181号藤橋小作線                                          |                                              |                  | 東京都 | 青梅市          |

### 重複する区間
- 埼玉県道6号川越所沢線（所沢市東所沢和田二丁目 - 所沢市元町交差点）
- 国道463号（所沢市金山町交差点 - 所沢市大六天交差点）

### 交差する鉄道・河川
- 東川（城下橋）
- 武蔵野線（本郷交差点付近の地下で交差）
- 武蔵野線（東所沢和田2丁目交差点付近の掘割で交差）
- 西武新宿線（七世橋）
- 西武池袋線
- 東川（下田橋）
- 砂川堀（澱粉橋）
- 砂川堀（三ヶ島橋）
- 不老川（大橋）
- 八高線

### 沿線の主な施設
| 施設                             | 所在地 | 所在地         |
| -------------------------------- | ------ | -------------- |
| 東京都下水道局清瀬水再生センター | 埼玉県 | 所沢市         |
| 滝の城址公園                     | 埼玉県 | 所沢市         |
| 東所沢病院                       | 埼玉県 | 所沢市         |
| 東所沢駅                         | 埼玉県 | 所沢市         |
| 所沢第一病院                     | 埼玉県 | 所沢市         |
| 所沢警察署松井交番               | 埼玉県 | 所沢市         |
| 埼玉西部消防組合所沢東消防署     | 埼玉県 | 所沢市         |
| 所沢駅                           | 埼玉県 | 所沢市         |
| 西所沢駅                         | 埼玉県 | 所沢市         |
| 北野総合運動場                   | 埼玉県 | 所沢市         |
| 芸術総合高等学校                 | 埼玉県 | 所沢市         |
| 早稲田大学所沢キャンパス         | 埼玉県 | 所沢市         |
| 所沢警察署三ヶ島交番             | 埼玉県 | 所沢市         |
| 狭山警察署宮寺二本木交番         | 埼玉県 | 入間市         |
| 高沢病院                         | 東京都 | 西多摩郡瑞穂町 |
| 元狭山広域防災広場               | 東京都 | 西多摩郡瑞穂町 |
| 三ッ原工業団地                   | 東京都 | 青梅市         |
| 東京都農林総合研究センター       | 東京都 | 青梅市         |

## ギャラリー

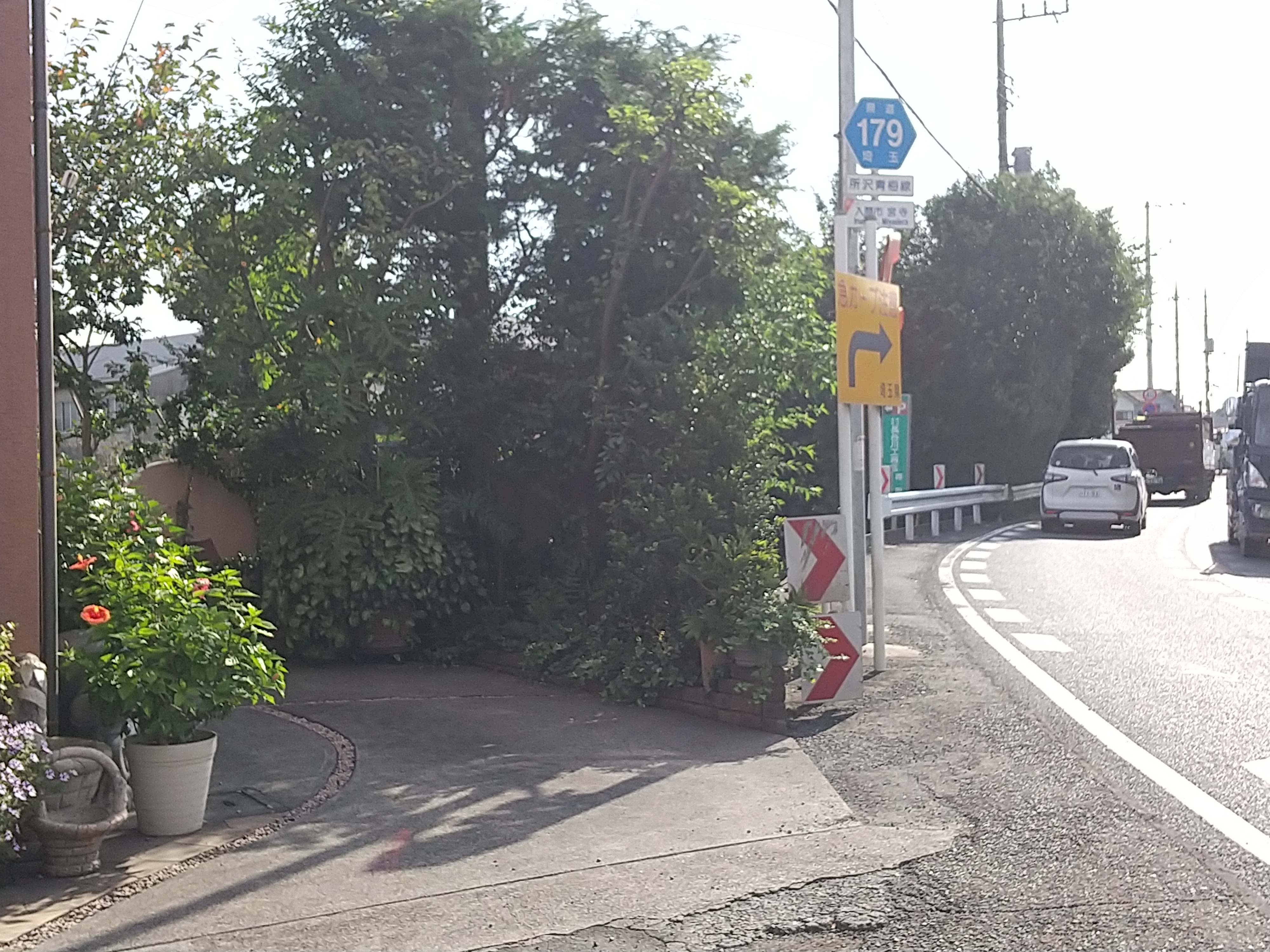
埼玉県入間市宮寺付近
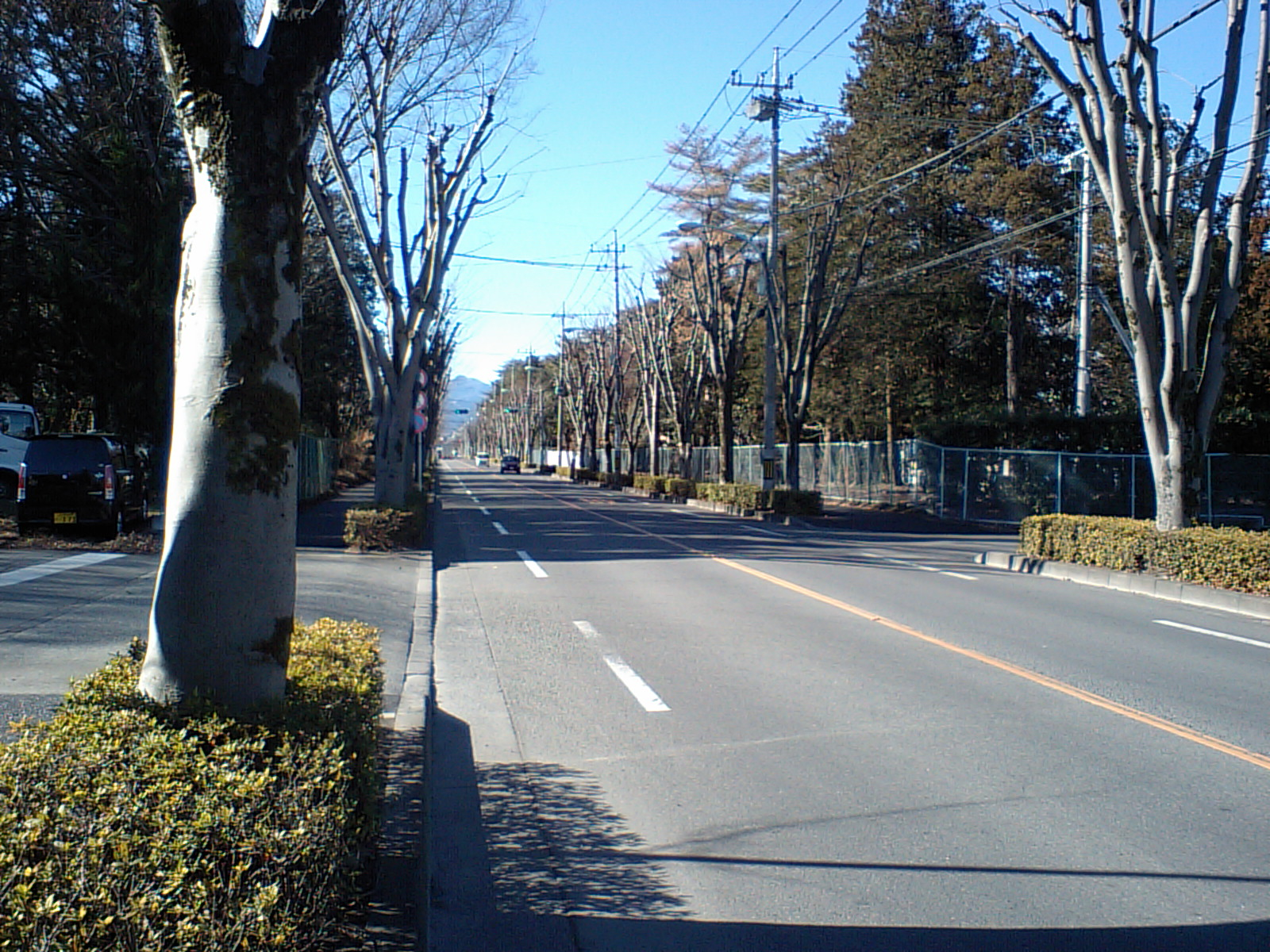
青梅市新町付近